# Sala Sporturilor „Romeo Iamandi”
Sala Sporturilor „Romeo Iamandi” este o sală multifuncțională din municipiul Buzău, România, având o capacitate totală de 1.800 de locuri pe scaune, după alte surse 1.868 de locuri. În total, la alte evenimente, sala poate găzduit până la 2.500 de spectatori.
Sala a fost denumită în memoria buzoianului Romeo Iamandi, un fost handbalist și ulterior arbitru internațional de handbal și este utilizată în principal de echipa de handbal masculin HC Buzău 2012 și de cea de handbal feminin SCM Gloria Buzău. De asemenea, sala găzduiește evenimente culturale sau concerte.

## Caracteristici tehnice
Sala are o suprafață construită desfășurată de 3.536 m2, dar este prevăzută doar cu două tribune laterale. Parchetul are dimensiunile de 46×26 m, din care terenul de joc are o suprafață de 1.050 m2.
Lângă sală este amenajată o parcare prevăzută cu 100 de locuri.

## Proprietar și investiții
După 1989 sala s-a aflat în proprietatea Ministerului Tineretului și Sportului (MTS), fiind administrată de Autoritatea Națională pentru Sport și Tineret. Din cauza fondurilor insuficiente, construcția s-a degradat constant. În anul 2007 se estima că pentru reparații și modernizare este nevoie de investiții în valoare de 11,5 miliarde de lei, fiind necesare în special înlocuirea parchetului, tâmplăriei și hidroizolației. Sala a fost renovată între 2010 și 2011, printre lucrările executate aflându-se izolarea termică și tencuirea pereților exteriori, înlocuirea ferestrelor, refacerea hidroizolației, înlocuirea scaunelor și a tabelei de marcaj.
În noiembrie 2012, Consiliul Județean Buzău a emis o hotărâre privind „trecerea din proprietatea publică a statului [...] în proprietatea publică a Județului Buzău și administrarea Consiliului Județean Buzău a imobilului Sala Sporturilor „Romeo Iamandi””. La scurtă vreme însă, sala a ajuns din nou în proprietatea MTS, de această dată fiind administrată de DJTS Buzău. Cu un buget limitat, instituția nu a putut investi suficient în clădire, care a devenit depășită ca infrastructură și cu o stare de degradare în continuă accentuare. Singura realizare notabilă a fost instalarea, în august 2018, a unei suprafețe de joc moderne, asamblată din lamele din lemn de stejar canadian acoperite cu patru straturi de lac. Între lamele și pardoseala propriu-zisă au fost montate straturi de cauciuc natural și placaj multistrat.
În 2018, într-o încercare de descentralizare, direcțiile județene pentru sport au fost desființate, iar o parte din patrimoniul acestora a trecut în proprietatea publică a administrațiilor locale. De preluarea sălii „Romeo Iamandi” s-au arătat interesate atât Consiliul Local, cât și Consiliul Județean Buzău, ambele instituții exprimându-și prin hotărâri de consiliu intențiile de a își însuși imobilul.

## Evenimente organizate

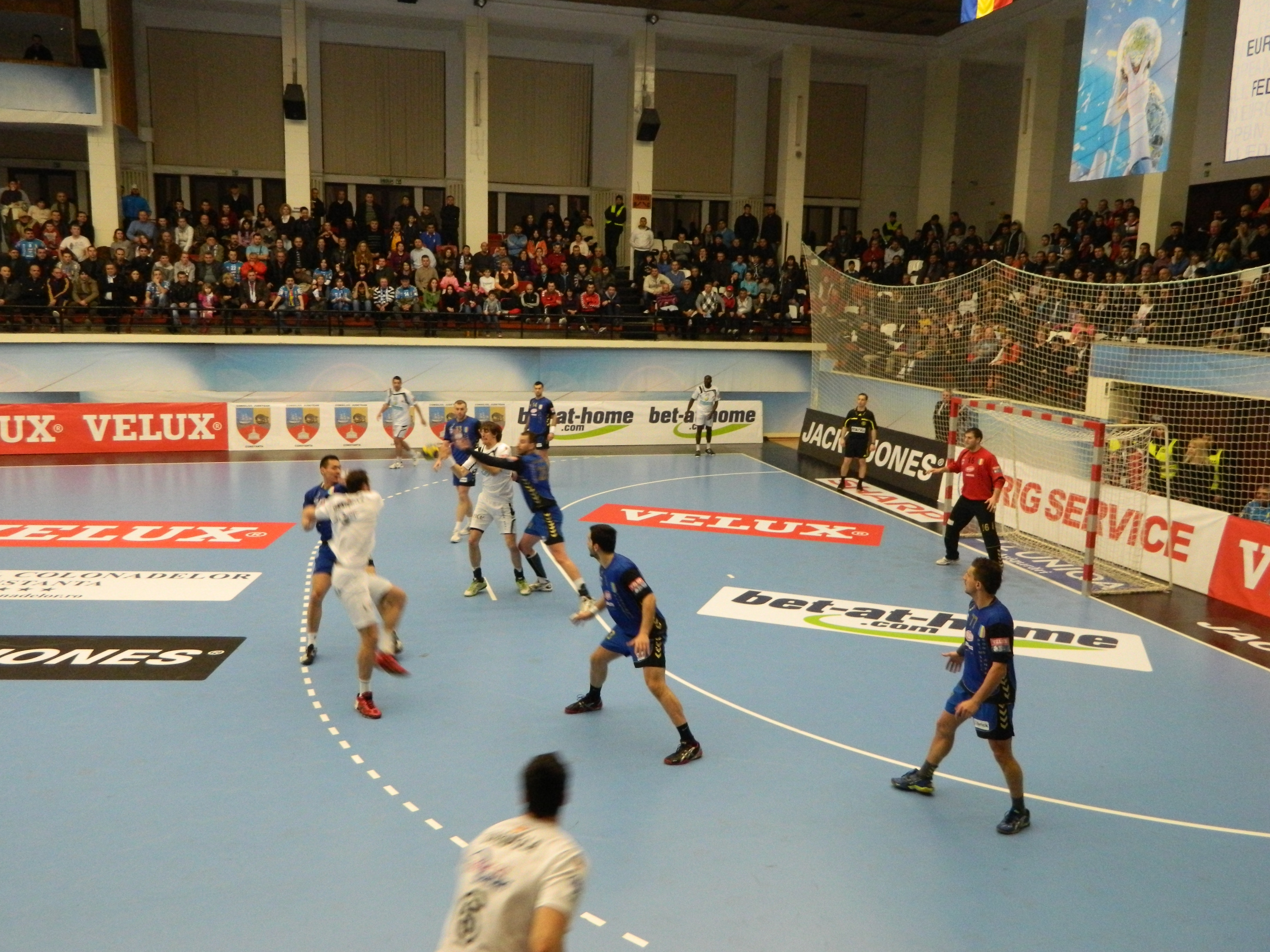
HCM Constanța cu Ciudad Real

În Sala Sporturilor „Romeo Iamandi” s-au desfășurat de-a lungul timpului partide din cupele europene și mondiale la futsal, tenis de masă, aikido, judo, gimnastică, box, volei și handbal. Echipa de handbal HCM Constanța a disputat meciurile din Liga Campionilor la Buzău. În 2016, Dinamo București a jucat aici câteva partide de handbal din Cupa EHF. Pe 3 iunie 2018, sala a fost gazda meciului dintre România și Portugalia din cadrul calificărilor pentru Campionatul European de Handbal Feminin.